# Patrick Bonato
Patrick Bonato (* 1983 in Rum in Tirol) ist ein österreichischer Comic-Künstler und -autor. Er veröffentlichte (Stand: 2023) zwei Alben im Luftschacht Verlag.

## Leben
Bonato maturierte im Jahr 2002 am Bundesrealgymnasium Innsbruck (Adolf-Pichler-Platz). Anschließend an den Zivildienst beim Österreichischen Alpenverein, Abteilung Naturschutz, studierte er Grafikdesign an der Universität für Angewandte Kunst Wien (Meisterklassen Fons Hickmann und Oliver Kartak), dann Illustration Fiction an der Hochschule Luzern, Abteilung Design & Kunst. Im Jahr 2010 schloss er das Studium in Wien mit Diplom ab. Von 2010 bis 2016 arbeitete er als selbstständiger Illustrator und Grafikdesigner in der Schweiz. Gemeinsam mit der Illustratorin Isabel Peterhans reiste er nach Afrika und vertiefte seine Arbeit im Medium Comic. Als Stipendiat der Waaw Artist Residency im Senegal begann er die Arbeit an der Graphic Novel Toubab. Ein weiterer Arbeitsaufenthalt brachte ihn zusammen mit dem Comickünstler Frank Santoro in Pittsburgh, einem Stipendium in Paliano verdankte sich ein als Videoloop und gedruckt erschienenes Tagebuch, welches als „experimenteller, atmosphärischer Comic“ bezeichnet wurde. Bonato gestaltete eine Ausgabe (Nr. 40/22) der Kulturzeitschrift Quart – seiner „Graphic Novel“ The Good Garden wurde in der Tiroler Tageszeitung ein „Ende, das zutiefst verstörend ist“, attestiert. Seine Arbeiten wurden ausgestellt in Luzern, Lienz, Schwaz und Innsbruck. Dort lebt Bonato mit seiner Familie als freischaffender Illustrator und Comickünstler, bis 2024 als „Fellow“ der Tiroler Künstlerschaft auf Schloss Büchsenhausen.
Zu seiner Arbeitsweise äußerte er, „der Faktor Zeit“ sei für ihn beim Zeichnen „zentral“, vergleichbar einer Langzeitbelichtung beim Fotografieren. „Aber die Kamera bin ich. Durch Langsamkeit und meine physische Anwesenheit entsteht eine andere Auseinandersetzung mit dem Ort – unmittelbar, interaktiv, persönlich.“
Über Toubab schrieb Jonas Engelmann im Comicmagazin Strapazin, es handle sich um „eine selbstironische Auseinandersetzung mit dem Gefühl der Fremdheit“ und einen „mit liebevollen Details gezeichnete[n] Einblick in einen unbekannten Alltag“. Er stellte Bonatos Graphic Novel Tim im Kongo von Hergé gegenüber und meinte, Bonatos Album wirke wie ein Gegenmodell zu Hergé. FM4 nannte Toubab „ein höchst erfreuliches Buch“. Auch Andreas Platthaus verwies auf Hervé und auf die klassisch inspirierte Aufmachung des Comic mit „großem Albenformat und Seitenarchitekturen, die sich an der ersten Hälfte des zwanzigsten Jahrhunderts orientieren“ – als vergleichbaren Zeitgenossen nannte der Rezensent Olivier Schrauwen, „wofür auch die blass angelegten Farben bei Bonato sprechen“. Darüber hinaus sah Platthaus „unglaublich einfallsreiche Brüche mit der Tradition, so etwa die bisweilen eingeschobenen doppelseitigen Einzelzeichnungen oder eine weitere Doppelseite, auf der sich nebeneinander vierzig Köpfe finden, um die Verwirrung zu verdeutlichen, die der Patrick des Buchs bei einer Einladung zu einer senegalesischen Familienfeier mit zahlreichen Teilnehmern empfindet.“ Nicht zuletzt hob der Kritiker die Komik des Bandes hervor.

## Veröffentlichungen
- Das bunte Buch verhaltensgestörter Tiere. Luftschacht, Wien, 2012, ISBN 978-3-902373-97-7.
- Paliano-Diario / Paliano-Tagebuch. Publikation zur Ausstellung Convergence, Innsbruck, 2020.
- Toubab im Senegal. Luftschacht, Wien, 2021, ISBN 978-3-903081-95-6.
- Patrick Bonato. Toubab im Senegal. Making of a Graphic Novel. Katalog zur gleichnamigen Ausstellung im RLB Atelier Lienz, mit einem Beitrag von Jonas Engelmann und einem Interview mit Patrick Bonato, geführt von Silvia Höller, Lienz, 2022.

## Auszeichnungen
- 2018: Preis für das beste Szenario am Comicfestival Fumetto in Luzern
- 2019: Förderpreis für zeitgenössische Kunst des Landes Tirol
- 2021: Staatspreis für Buchgestaltung (Schönste Bücher Österreichs)

„Zum Thema der »Autor:innenschaft«, das seit Jahren den Diskurs grafischer Gestaltung prägt und bei dem Inhalte als ausschlaggebendes Moment für selbstinitiierte Projekte eine gewichtige Grundlage bilden, legt der Gestalter und Autor Patrick Bonato eine unprätentiöse Graphic Novel [...] vor. [...] Die Zeichnungen erzählen – durchgängig vierfarbig, in gedeckten und doch dynamischen Farben gestaltet – in nahezu »szenografisch« entwickelten Episoden, von Erfahrungen während einer Künstler:innenresidenz. [...] Das Illustrationsprojekt aktualisiert als humorvoller
Comic das Format der Reiseerzählung und eurozentrisch gehegte Rollenbilder. Das gestalterische Konzept weist keine Berührungsängste mit Themen wie Rassismus, Kolonialismus, Stereotypen oder sozialen Konfliktpotentialen auf, sondern weiß sie zu bearbeiten.“